# Lista över fornlämningar i Enköpings kommun (Litslena)
Lista över fornlämningar i Enköpings kommun (Litslena) är en förteckning av ett urval av de fornlämningar som finns i Litslena i Enköpings kommun.
| Namn                                      | Lämningstyp                 | Tillkomsttid | Historisk indelning | Plats | Läge                 | ID-nr          | Bild                                      |
| ----------------------------------------- | --------------------------- | ------------ | ------------------- | ----- | -------------------- | -------------- | ----------------------------------------- |
| Litslena 4:1                              | Stensättning                |              | Litslena, Uppland   |       | 59.652389, 17.214385 | 10025500040001 | Ladda upp en bild av detta fornminne      |
| Litslena 4:2                              | Stensättning                |              | Litslena, Uppland   |       | 59.652259, 17.214615 | 10025500040002 | Ladda upp en bild av detta fornminne      |
| Litslena 5:1                              | Stensättning                |              | Litslena, Uppland   |       | 59.652276, 17.199862 | 10025500050001 | Ladda upp en bild av detta fornminne      |
| Litslena 8:1                              | Stensättning                |              | Litslena, Uppland   |       | 59.655232, 17.181727 | 10025500080001 | Ladda upp en bild av detta fornminne      |
| Litslena 8:2                              | Stensättning                |              | Litslena, Uppland   |       | 59.655574, 17.181312 | 10025500080002 | Ladda upp en bild av detta fornminne      |
| Litslena 13:4                             | Stensättning                |              | Litslena, Uppland   |       | 59.657653, 17.195812 | 10025500130004 | Ladda upp en bild av detta fornminne      |
| Litslena 16:1                             | Stensättning                |              | Litslena, Uppland   |       | 59.656517, 17.192692 | 10025500160001 | Ladda upp en bild av detta fornminne      |
| Litslena 16:2                             | Grav markerad av sten/block |              | Litslena, Uppland   |       | 59.656410, 17.192716 | 10025500160002 | Ladda upp en bild av detta fornminne      |
| Litslena 16:3                             | Stensättning                |              | Litslena, Uppland   |       | 59.656299, 17.192777 | 10025500160003 | Ladda upp en bild av detta fornminne      |
| Litslena 17:1                             | Hällristning                |              | Litslena, Uppland   |       | 59.657505, 17.192987 | 10025500170001 | Ladda upp en bild av detta fornminne      |
| Litslena 18:2                             | Stensättning                |              | Litslena, Uppland   |       | 59.658506, 17.193385 | 10025500180002 | Ladda upp en bild av detta fornminne      |
| Litslena 18:3                             | Stensättning                |              | Litslena, Uppland   |       | 59.658715, 17.193130 | 10025500180003 | Ladda upp en bild av detta fornminne      |
| Litslena 19:1                             | Stensättning                |              | Litslena, Uppland   |       | 59.656407, 17.198580 | 10025500190001 | Ladda upp en bild av detta fornminne      |
| Litslena 20:2                             | Stensättning                |              | Litslena, Uppland   |       | 59.657191, 17.199279 | 10025500200002 | Ladda upp en bild av detta fornminne      |
| Litslena 21:1                             | Hällristning                |              | Litslena, Uppland   |       | 59.657313, 17.199511 | 10025500210001 | Ladda upp en bild av detta fornminne      |
| Litslena 21:2                             | Hällristning                |              | Litslena, Uppland   |       | 59.657290, 17.199300 | 10025500210002 | Ladda upp en bild av detta fornminne      |
| Litslena 21:3                             | Hällristning                |              | Litslena, Uppland   |       | 59.657244, 17.198790 | 10025500210003 | Ladda upp en bild av detta fornminne      |
| Litslena 22:2                             | Stensättning                |              | Litslena, Uppland   |       | 59.656839, 17.198868 | 10025500220002 | Ladda upp en bild av detta fornminne      |
| Litslena 23:1                             | Hög                         |              | Litslena, Uppland   |       | 59.657579, 17.203473 | 10025500230001 | Ladda upp en bild av detta fornminne      |
| Litslena 24:1                             | Stensättning                |              | Litslena, Uppland   |       | 59.663110, 17.196564 | 10025500240001 | Ladda upp en bild av detta fornminne      |
| Litslena 25:1                             | Stensättning                |              | Litslena, Uppland   |       | 59.657995, 17.211894 | 10025500250001 | Ladda upp en bild av detta fornminne      |
| Litslena 26:1                             | Stensättning                |              | Litslena, Uppland   |       | 59.657358, 17.212081 | 10025500260001 | Ladda upp en bild av detta fornminne      |
| Litslena 27:1                             | Stensättning                |              | Litslena, Uppland   |       | 59.659600, 17.196878 | 10025500270001 | Ladda upp en bild av detta fornminne      |
| Litslena 28:1                             | Stensättning                |              | Litslena, Uppland   |       | 59.661653, 17.199541 | 10025500280001 | Ladda upp en bild av detta fornminne      |
| Litslena 28:2                             | Stensättning                |              | Litslena, Uppland   |       | 59.661751, 17.199451 | 10025500280002 | Ladda upp en bild av detta fornminne      |
| Litslena 32:1                             | Grav- och boplatsområde     |              | Litslena, Uppland   |       | 59.662527, 17.208084 | 10025500320001 | Ladda upp en bild av detta fornminne      |
| Litslena 33:1                             | Hällristning                |              | Litslena, Uppland   |       | 59.662251, 17.210612 | 10025500330001 | Ladda upp en bild av detta fornminne      |
| Litslena 34:1                             | Gravfält                    |              | Litslena, Uppland   |       | 59.662866, 17.209763 | 10025500340001 | Ladda upp en bild av detta fornminne      |
| Litslena 35:1                             | Röse                        |              | Litslena, Uppland   |       | 59.666820, 17.189705 | 10025500350001 | Ladda upp en bild av detta fornminne      |
| Litslena 36:1                             | Stensättning                |              | Litslena, Uppland   |       | 59.664137, 17.207802 | 10025500360001 | Ladda upp en bild av detta fornminne      |
| Litslena 38:1                             | Hällristning                |              | Litslena, Uppland   |       | 59.667985, 17.208914 | 10025500380001 | Ladda upp en bild av detta fornminne      |
| Litslena 38:2                             | Hällristning                |              | Litslena, Uppland   |       | 59.668109, 17.209037 | 10025500380002 | Ladda upp en bild av detta fornminne      |
| Litslena 39:1                             | Hällristning                |              | Litslena, Uppland   |       | 59.665553, 17.244329 | 10025500390001 | Ladda upp en bild av detta fornminne      |
| Litslena 40:1                             | Stensättning                |              | Litslena, Uppland   |       | 59.666193, 17.243657 | 10025500400001 | Ladda upp en bild av detta fornminne      |
| Trestensbacken (Litslena 41:1)            | Grav- och boplatsområde     |              | Litslena, Uppland   |       | 59.666135, 17.237611 | 10025500410001 | Ladda upp en bild av detta fornminne      |
| Litslena 43:1                             | Runristning                 |              | Litslena, Uppland   |       | 59.667446, 17.230681 | 10025500430001 | Ladda upp en till bild av detta fornminne |
| Litslena 44:1                             | Gravfält                    |              | Litslena, Uppland   |       | 59.668153, 17.233079 | 10025500440001 | Ladda upp en bild av detta fornminne      |
| Litslena 44:3                             | Grav markerad av sten/block |              | Litslena, Uppland   |       | 59.667634, 17.232832 | 10025500440003 | Ladda upp en bild av detta fornminne      |
| Litslena 45:1                             | Grav- och boplatsområde     |              | Litslena, Uppland   |       | 59.669098, 17.237646 | 10025500450001 | Ladda upp en bild av detta fornminne      |
| Litslena 46:1                             | Stensättning                |              | Litslena, Uppland   |       | 59.672343, 17.226746 | 10025500460001 | Ladda upp en bild av detta fornminne      |
| Litslena 46:2                             | Stensättning                |              | Litslena, Uppland   |       | 59.672003, 17.226982 | 10025500460002 | Ladda upp en bild av detta fornminne      |
| Litslena 46:3                             | Stensättning                |              | Litslena, Uppland   |       | 59.672000, 17.226173 | 10025500460003 | Ladda upp en bild av detta fornminne      |
| Litslena 47:1                             | Stensättning                |              | Litslena, Uppland   |       | 59.677934, 17.220951 | 10025500470001 | Ladda upp en bild av detta fornminne      |
| Litslena 48:1                             | Hällristning                |              | Litslena, Uppland   |       | 59.667521, 17.223300 | 10025500480001 | Ladda upp en bild av detta fornminne      |
| Litslena 49:1                             | Hällristning                |              | Litslena, Uppland   |       | 59.669753, 17.221628 | 10025500490001 | Ladda upp en bild av detta fornminne      |
| Litslena 50:1                             | Stensättning                |              | Litslena, Uppland   |       | 59.671896, 17.217236 | 10025500500001 | Ladda upp en bild av detta fornminne      |
| Litslena 52:1                             | Hällristning                |              | Litslena, Uppland   |       | 59.679303, 17.245236 | 10025500520001 | Ladda upp en bild av detta fornminne      |
| Litslena 53:1                             | Hällristning                |              | Litslena, Uppland   |       | 59.678511, 17.236966 | 10025500530001 | Ladda upp en bild av detta fornminne      |
| Litslena 54:1                             | Hällristning                |              | Litslena, Uppland   |       | 59.675710, 17.234728 | 10025500540001 | Ladda upp en bild av detta fornminne      |
| Litslena 56:1                             | Gravfält                    |              | Litslena, Uppland   |       | 59.680940, 17.237986 | 10025500560001 | Ladda upp en bild av detta fornminne      |
| Litslena 57:1                             | Hällristning                |              | Litslena, Uppland   |       | 59.682880, 17.238718 | 10025500570001 | Ladda upp en bild av detta fornminne      |
| Litslena 59:1                             | Hällristning                |              | Litslena, Uppland   |       | 59.682903, 17.231498 | 10025500590001 | Ladda upp en bild av detta fornminne      |
| Litslena 59:2                             | Hällristning                |              | Litslena, Uppland   |       | 59.682905, 17.231503 | 10025500590002 | Ladda upp en bild av detta fornminne      |
| Litslena 60:1                             | Hög                         |              | Litslena, Uppland   |       | 59.683011, 17.233947 | 10025500600001 | Ladda upp en bild av detta fornminne      |
| Litslena 60:2                             | Stensättning                |              | Litslena, Uppland   |       | 59.682972, 17.233726 | 10025500600002 | Ladda upp en bild av detta fornminne      |
| Litslena 61:1                             | Stensättning                |              | Litslena, Uppland   |       | 59.689722, 17.242135 | 10025500610001 | Ladda upp en bild av detta fornminne      |
| Hälsta Kloster (Litslena 63:1)            | Gravhägnad                  |              | Litslena, Uppland   |       | 59.688487, 17.236350 | 10025500630001 | Ladda upp en bild av detta fornminne      |
| Hälsta Kloster (Litslena 63:2)            | Stensättning                |              | Litslena, Uppland   |       | 59.688492, 17.236395 | 10025500630002 | Ladda upp en bild av detta fornminne      |
| Hälsta Kloster (Litslena 63:3)            | Grav markerad av sten/block |              | Litslena, Uppland   |       | 59.688464, 17.235823 | 10025500630003 | Ladda upp en bild av detta fornminne      |
| Litslena 64:1                             | Stensättning                |              | Litslena, Uppland   |       | 59.687721, 17.234202 | 10025500640001 | Ladda upp en bild av detta fornminne      |
| Litslena 65:1                             | Stensättning                |              | Litslena, Uppland   |       | 59.682654, 17.243910 | 10025500650001 | Ladda upp en bild av detta fornminne      |
| Litslena 66:1                             | Hög                         |              | Litslena, Uppland   |       | 59.683187, 17.247730 | 10025500660001 | Ladda upp en bild av detta fornminne      |
| Litslena 66:2                             | Stensättning                |              | Litslena, Uppland   |       | 59.683090, 17.247764 | 10025500660002 | Ladda upp en bild av detta fornminne      |
| Litslena 67:3                             | Stensättning                |              | Litslena, Uppland   |       | 59.682475, 17.248747 | 10025500670003 | Ladda upp en bild av detta fornminne      |
| Litslena 68:1                             | Hällristning                |              | Litslena, Uppland   |       | 59.683011, 17.249929 | 10025500680001 | Ladda upp en bild av detta fornminne      |
| Litslena 69:1                             | Gravfält                    |              | Litslena, Uppland   |       | 59.684010, 17.247881 | 10025500690001 | Ladda upp en bild av detta fornminne      |
| Litslena 72:1                             | Stensättning                |              | Litslena, Uppland   |       | 59.685219, 17.248064 | 10025500720001 | Ladda upp en bild av detta fornminne      |
| Litslena 72:2                             | Stensättning                |              | Litslena, Uppland   |       | 59.685293, 17.248071 | 10025500720002 | Ladda upp en bild av detta fornminne      |
| Litslena 73:1                             | Gravfält                    |              | Litslena, Uppland   |       | 59.686449, 17.245235 | 10025500730001 | Ladda upp en bild av detta fornminne      |
| Litslena 74:1                             | Stensättning                |              | Litslena, Uppland   |       | 59.687958, 17.244163 | 10025500740001 | Ladda upp en bild av detta fornminne      |
| Litslena 74:2                             | Stensättning                |              | Litslena, Uppland   |       | 59.687925, 17.243427 | 10025500740002 | Ladda upp en bild av detta fornminne      |
| Litslena 74:3                             | Stensättning                |              | Litslena, Uppland   |       | 59.687991, 17.244025 | 10025500740003 | Ladda upp en bild av detta fornminne      |
| Litslena 75:1                             | Hällristning                |              | Litslena, Uppland   |       | 59.683128, 17.251810 | 10025500750001 | Ladda upp en bild av detta fornminne      |
| Litslena 76:1                             | Hällristning                |              | Litslena, Uppland   |       | 59.684434, 17.254235 | 10025500760001 | Ladda upp en bild av detta fornminne      |
| Litslena 76:2                             | Hällristning                |              | Litslena, Uppland   |       | 59.684217, 17.254192 | 10025500760002 | Ladda upp en bild av detta fornminne      |
| Litslena 76:4                             | Hällristning                |              | Litslena, Uppland   |       | 59.684564, 17.254084 | 10025500760004 | Ladda upp en bild av detta fornminne      |
| Litslena 76:5                             | Hällristning                |              | Litslena, Uppland   |       | 59.684647, 17.254061 | 10025500760005 | Ladda upp en bild av detta fornminne      |
| Litslena 76:6                             | Hällristning                |              | Litslena, Uppland   |       | 59.684233, 17.254288 | 10025500760006 | Ladda upp en bild av detta fornminne      |
| Litslena 77:1                             | Hällristning                |              | Litslena, Uppland   |       | 59.685788, 17.250857 | 10025500770001 | Ladda upp en bild av detta fornminne      |
| Litslena 78:1                             | Hällristning                |              | Litslena, Uppland   |       | 59.686352, 17.252228 | 10025500780001 | Ladda upp en bild av detta fornminne      |
| Litslena 81:1                             | Stensättning                |              | Litslena, Uppland   |       | 59.690757, 17.246498 | 10025500810001 | Ladda upp en bild av detta fornminne      |
| Litslena 81:3                             | Stensättning                |              | Litslena, Uppland   |       | 59.691242, 17.245868 | 10025500810003 | Ladda upp en bild av detta fornminne      |
| Litslena 82:1                             | Gravfält                    |              | Litslena, Uppland   |       | 59.675885, 17.266890 | 10025500820001 | Ladda upp en bild av detta fornminne      |
| Högabacken (Litslena 84:1)                | Gravfält                    |              | Litslena, Uppland   |       | 59.673071, 17.252017 | 10025500840001 | Ladda upp en bild av detta fornminne      |
| Litslena 85:1                             | Hög                         |              | Litslena, Uppland   |       | 59.672567, 17.254645 | 10025500850001 | Ladda upp en bild av detta fornminne      |
| Litslena 86:1                             | Gravfält                    |              | Litslena, Uppland   |       | 59.671916, 17.255797 | 10025500860001 | Ladda upp en bild av detta fornminne      |
| Litslena 87:1                             | Hällristning                |              | Litslena, Uppland   |       | 59.671066, 17.255661 | 10025500870001 | Ladda upp en bild av detta fornminne      |
| Litslena 89:1                             | Gravfält                    |              | Litslena, Uppland   |       | 59.671047, 17.259030 | 10025500890001 | Ladda upp en bild av detta fornminne      |
| Litslena 90:1                             | Stensättning                |              | Litslena, Uppland   |       | 59.671221, 17.260517 | 10025500900001 | Ladda upp en bild av detta fornminne      |
| Litslena 91:1                             | Gravfält                    |              | Litslena, Uppland   |       | 59.671513, 17.262006 | 10025500910001 | Ladda upp en bild av detta fornminne      |
| Himmelsbacken, Djurgården (Litslena 93:1) | Gravfält                    |              | Litslena, Uppland   |       | 59.671738, 17.269548 | 10025500930001 | Ladda upp en bild av detta fornminne      |
| Litslena 94:1                             | Hög                         |              | Litslena, Uppland   |       | 59.693508, 17.280957 | 10025500940001 | Ladda upp en bild av detta fornminne      |
| Litslena 98:1                             | Stensättning                |              | Litslena, Uppland   |       | 59.692766, 17.245531 | 10025500980001 | Ladda upp en bild av detta fornminne      |
| Litslena 98:2                             | Stensättning                |              | Litslena, Uppland   |       | 59.692559, 17.245651 | 10025500980002 | Ladda upp en bild av detta fornminne      |
| Litslena 98:3                             | Stensättning                |              | Litslena, Uppland   |       | 59.692447, 17.245721 | 10025500980003 | Ladda upp en bild av detta fornminne      |
| Litslena 99:1                             | Stensättning                |              | Litslena, Uppland   |       | 59.692668, 17.242824 | 10025500990001 | Ladda upp en bild av detta fornminne      |
| Litslena 99:2                             | Stensättning                |              | Litslena, Uppland   |       | 59.692556, 17.242859 | 10025500990002 | Ladda upp en bild av detta fornminne      |
| Litslena 100:1                            | Stensättning                |              | Litslena, Uppland   |       | 59.696176, 17.248460 | 10025501000001 | Ladda upp en bild av detta fornminne      |
| Litslena 102:1                            | Stensättning                |              | Litslena, Uppland   |       | 59.694614, 17.222155 | 10025501020001 | Ladda upp en bild av detta fornminne      |
| Litslena 103:1                            | Hällristning                |              | Litslena, Uppland   |       | 59.632207, 17.196646 | 10025501030001 | Ladda upp en bild av detta fornminne      |
| Litslena 103:2                            | Hällristning                |              | Litslena, Uppland   |       | 59.632209, 17.196642 | 10025501030002 | Ladda upp en bild av detta fornminne      |
| Litslena 103:3                            | Hällristning                |              | Litslena, Uppland   |       | 59.632209, 17.196651 | 10025501030003 | Ladda upp en bild av detta fornminne      |
| Litslena 103:4                            | Hällristning                |              | Litslena, Uppland   |       | 59.632212, 17.196647 | 10025501030004 | Ladda upp en bild av detta fornminne      |
| Litslena 105:1                            | Stensättning                |              | Litslena, Uppland   |       | 59.626746, 17.169494 | 10025501050001 | Ladda upp en bild av detta fornminne      |
| Litslena 107:1                            | Stensättning                |              | Litslena, Uppland   |       | 59.625900, 17.207958 | 10025501070001 | Ladda upp en bild av detta fornminne      |
| Litslena 108:1                            | Hällristning                |              | Litslena, Uppland   |       | 59.621419, 17.197405 | 10025501080001 | Ladda upp en bild av detta fornminne      |
| Litslena 110:1                            | Röse                        |              | Litslena, Uppland   |       | 59.623238, 17.182508 | 10025501100001 | Ladda upp en bild av detta fornminne      |
| Litslena 114:1                            | Röse                        |              | Litslena, Uppland   |       | 59.622075, 17.187386 | 10025501140001 | Ladda upp en bild av detta fornminne      |
| Litslena 118:1                            | Stensättning                |              | Litslena, Uppland   |       | 59.690150, 17.294013 | 10025501180001 | Ladda upp en bild av detta fornminne      |
| Litslena 119:1                            | Grav- och boplatsområde     |              | Litslena, Uppland   |       | 59.687844, 17.290710 | 10025501190001 | Ladda upp en bild av detta fornminne      |
| Litslena 120:1                            | Hällristning                |              | Litslena, Uppland   |       | 59.691334, 17.288246 | 10025501200001 | Ladda upp en bild av detta fornminne      |
| Litslena 121:1                            | Gravfält                    |              | Litslena, Uppland   |       | 59.690894, 17.288936 | 10025501210001 | Ladda upp en bild av detta fornminne      |
| Litslena 122:1                            | Gravfält                    |              | Litslena, Uppland   |       | 59.685563, 17.286460 | 10025501220001 | Ladda upp en bild av detta fornminne      |
| Litslena 123:1                            | Gravfält                    |              | Litslena, Uppland   |       | 59.685070, 17.288119 | 10025501230001 | Ladda upp en bild av detta fornminne      |
| Litslena 123:2                            | Stensättning                |              | Litslena, Uppland   |       | 59.684868, 17.287434 | 10025501230002 | Ladda upp en bild av detta fornminne      |
| Litslena 124:1                            | Hällristning                |              | Litslena, Uppland   |       | 59.684076, 17.288833 | 10025501240001 | Ladda upp en bild av detta fornminne      |
| Litslena 125:1                            | Hällristning                |              | Litslena, Uppland   |       | 59.682140, 17.287136 | 10025501250001 | Ladda upp en bild av detta fornminne      |
| Litslena 126:1                            | Gravfält                    |              | Litslena, Uppland   |       | 59.681638, 17.287322 | 10025501260001 | Ladda upp en bild av detta fornminne      |
| Litslena 127:1                            | Gravfält                    |              | Litslena, Uppland   |       | 59.682026, 17.294400 | 10025501270001 | Ladda upp en bild av detta fornminne      |
| Litslena 128:1                            | Hög                         |              | Litslena, Uppland   |       | 59.682488, 17.302506 | 10025501280001 | Ladda upp en bild av detta fornminne      |
| Litslena 128:2                            | Stensättning                |              | Litslena, Uppland   |       | 59.682493, 17.302801 | 10025501280002 | Ladda upp en bild av detta fornminne      |
| Litslena 128:3                            | Stensättning                |              | Litslena, Uppland   |       | 59.682372, 17.302308 | 10025501280003 | Ladda upp en bild av detta fornminne      |
| Litslena 129:1                            | Gravfält                    |              | Litslena, Uppland   |       | 59.683279, 17.306302 | 10025501290001 | Ladda upp en bild av detta fornminne      |
| Litslena 132:1                            | Gravfält                    |              | Litslena, Uppland   |       | 59.682814, 17.313505 | 10025501320001 | Ladda upp en bild av detta fornminne      |
| Litslena 134:1                            | Stensättning                |              | Litslena, Uppland   |       | 59.680822, 17.311794 | 10025501340001 | Ladda upp en bild av detta fornminne      |
| Litslena 134:2                            | Stensättning                |              | Litslena, Uppland   |       | 59.680670, 17.312097 | 10025501340002 | Ladda upp en bild av detta fornminne      |
| Litslena 134:3                            | Stensättning                |              | Litslena, Uppland   |       | 59.680489, 17.312339 | 10025501340003 | Ladda upp en bild av detta fornminne      |
| Litslena 135:1                            | Stensättning                |              | Litslena, Uppland   |       | 59.679589, 17.294500 | 10025501350001 | Ladda upp en bild av detta fornminne      |
| Litslena 137:1                            | Stensättning                |              | Litslena, Uppland   |       | 59.688246, 17.281962 | 10025501370001 | Ladda upp en bild av detta fornminne      |
| Litslena 137:2                            | Stensättning                |              | Litslena, Uppland   |       | 59.688165, 17.282106 | 10025501370002 | Ladda upp en bild av detta fornminne      |
| Mullbacka (Litslena 138:1)                | Hällristning                |              | Litslena, Uppland   |       | 59.682017, 17.275163 | 10025501380001 | Ladda upp en bild av detta fornminne      |
| Mullbacka (Litslena 138:2)                | Hällristning                |              | Litslena, Uppland   |       | 59.682018, 17.275159 | 10025501380002 | Ladda upp en bild av detta fornminne      |
| Litslena 142:1                            | Hällristning                |              | Litslena, Uppland   |       | 59.658313, 17.217928 | 10025501420001 | Ladda upp en bild av detta fornminne      |
| Litslena 143:1                            | Stensättning                |              | Litslena, Uppland   |       | 59.660645, 17.222283 | 10025501430001 | Ladda upp en bild av detta fornminne      |
| Litslena 143:2                            | Stensättning                |              | Litslena, Uppland   |       | 59.660534, 17.222780 | 10025501430002 | Ladda upp en bild av detta fornminne      |
| Litslena 143:3                            | Stensättning                |              | Litslena, Uppland   |       | 59.660495, 17.222346 | 10025501430003 | Ladda upp en bild av detta fornminne      |
| Tallbacken (Litslena 145:1)               | Grav- och boplatsområde     |              | Litslena, Uppland   |       | 59.668042, 17.250015 | 10025501450001 | Ladda upp en bild av detta fornminne      |
| Litslena 146:1                            | Hög                         |              | Litslena, Uppland   |       | 59.666985, 17.248056 | 10025501460001 | Ladda upp en bild av detta fornminne      |
| Litslena 147:1                            | Hällristning                |              | Litslena, Uppland   |       | 59.665872, 17.262083 | 10025501470001 | Ladda upp en bild av detta fornminne      |
| Litslena 147:2                            | Hällristning                |              | Litslena, Uppland   |       | 59.665878, 17.262056 | 10025501470002 | Ladda upp en bild av detta fornminne      |
| Litslena 147:3                            | Hällristning                |              | Litslena, Uppland   |       | 59.665929, 17.262323 | 10025501470003 | Ladda upp en bild av detta fornminne      |
| Litslena 148:1                            | Gravfält                    |              | Litslena, Uppland   |       | 59.664989, 17.262361 | 10025501480001 | Ladda upp en bild av detta fornminne      |
| Litslena 149:1                            | Hög                         |              | Litslena, Uppland   |       | 59.665402, 17.263971 | 10025501490001 | Ladda upp en bild av detta fornminne      |
| Litslena 150:1                            | Gravfält                    |              | Litslena, Uppland   |       | 59.663750, 17.248946 | 10025501500001 | Ladda upp en bild av detta fornminne      |
| Litslena 151:1                            | Runristning                 |              | Litslena, Uppland   |       | 59.657684, 17.259301 | 10025501510001 | Ladda upp en bild av detta fornminne      |
| Litslena 152:1                            | Gravfält                    |              | Litslena, Uppland   |       | 59.660594, 17.258634 | 10025501520001 | Ladda upp en bild av detta fornminne      |
| Litslena 153:1                            | Grav- och boplatsområde     |              | Litslena, Uppland   |       | 59.660189, 17.256339 | 10025501530001 | Ladda upp en bild av detta fornminne      |
| Litslena 154:1                            | Stensättning                |              | Litslena, Uppland   |       | 59.659429, 17.257914 | 10025501540001 | Ladda upp en bild av detta fornminne      |
| Litslena 155:1                            | Gravfält                    |              | Litslena, Uppland   |       | 59.658388, 17.257334 | 10025501550001 | Ladda upp en bild av detta fornminne      |
| Litslena 156:1                            | Hällristning                |              | Litslena, Uppland   |       | 59.660116, 17.245177 | 10025501560001 | Ladda upp en bild av detta fornminne      |
| Litslena 157:1                            | Gravfält                    |              | Litslena, Uppland   |       | 59.662123, 17.227168 | 10025501570001 | Ladda upp en bild av detta fornminne      |
| Litslena 159:1                            | Hällristning                |              | Litslena, Uppland   |       | 59.660355, 17.231739 | 10025501590001 | Ladda upp en bild av detta fornminne      |
| Litslena 159:2                            | Hällristning                |              | Litslena, Uppland   |       | 59.660541, 17.231134 | 10025501590002 | Ladda upp en bild av detta fornminne      |
| Litslena 160:1                            | Gravfält                    |              | Litslena, Uppland   |       | 59.659394, 17.234227 | 10025501600001 | Ladda upp en bild av detta fornminne      |
| Litslena 161:1                            | Hällristning                |              | Litslena, Uppland   |       | 59.654025, 17.230440 | 10025501610001 | Ladda upp en bild av detta fornminne      |
| Litslena 161:2                            | Hällristning                |              | Litslena, Uppland   |       | 59.654184, 17.230500 | 10025501610002 | Ladda upp en bild av detta fornminne      |
| Litslena 163:1                            | Hällristning                |              | Litslena, Uppland   |       | 59.654085, 17.240153 | 10025501630001 | Ladda upp en bild av detta fornminne      |
| Litslena 164:1                            | Hällristning                |              | Litslena, Uppland   |       | 59.655358, 17.243810 | 10025501640001 | Ladda upp en bild av detta fornminne      |
| Litslena 164:2                            | Hällristning                |              | Litslena, Uppland   |       | 59.655444, 17.244083 | 10025501640002 | Ladda upp en bild av detta fornminne      |
| Litslena 165:1                            | Hällristning                |              | Litslena, Uppland   |       | 59.655488, 17.244980 | 10025501650001 | Ladda upp en bild av detta fornminne      |
| Litslena 165:2                            | Hällristning                |              | Litslena, Uppland   |       | 59.655574, 17.244982 | 10025501650002 | Ladda upp en bild av detta fornminne      |
| Litslena 165:3                            | Hällristning                |              | Litslena, Uppland   |       | 59.655589, 17.244967 | 10025501650003 | Ladda upp en bild av detta fornminne      |
| Litslena 166:1                            | Gravfält                    |              | Litslena, Uppland   |       | 59.655035, 17.244595 | 10025501660001 | Ladda upp en bild av detta fornminne      |
| Litslena 167:1                            | Stensättning                |              | Litslena, Uppland   |       | 59.650894, 17.243828 | 10025501670001 | Ladda upp en bild av detta fornminne      |
| Litslena 168:1                            | Hällristning                |              | Litslena, Uppland   |       | 59.648953, 17.238669 | 10025501680001 | Ladda upp en bild av detta fornminne      |
| Litslena 168:2                            | Hällristning                |              | Litslena, Uppland   |       | 59.649060, 17.238557 | 10025501680002 | Ladda upp en bild av detta fornminne      |
| Litslena 168:3                            | Hällristning                |              | Litslena, Uppland   |       | 59.648868, 17.238824 | 10025501680003 | Ladda upp en bild av detta fornminne      |
| Litslena 169:1                            | Hällristning                |              | Litslena, Uppland   |       | 59.648977, 17.237672 | 10025501690001 | Ladda upp en bild av detta fornminne      |
| Litslena 170:1                            | Stensättning                |              | Litslena, Uppland   |       | 59.649899, 17.228584 | 10025501700001 | Ladda upp en bild av detta fornminne      |
| Litslena 171:1                            | Grav- och boplatsområde     |              | Litslena, Uppland   |       | 59.649026, 17.231051 | 10025501710001 | Ladda upp en bild av detta fornminne      |
| Litslena 172:1                            | Stensättning                |              | Litslena, Uppland   |       | 59.649464, 17.252154 | 10025501720001 | Ladda upp en bild av detta fornminne      |
| Litslena 173:1                            | Hällristning                |              | Litslena, Uppland   |       | 59.648203, 17.250847 | 10025501730001 | Ladda upp en bild av detta fornminne      |
| Litslena 174:1                            | Hällristning                |              | Litslena, Uppland   |       | 59.647397, 17.249924 | 10025501740001 | Ladda upp en bild av detta fornminne      |
| Litslena 175:1                            | Gravfält                    |              | Litslena, Uppland   |       | 59.646927, 17.263706 | 10025501750001 | Ladda upp en bild av detta fornminne      |
| Litslena 176:1                            | Hällristning                |              | Litslena, Uppland   |       | 59.648815, 17.253926 | 10025501760001 | Ladda upp en bild av detta fornminne      |
| Litslena 177:1                            | Gravfält                    |              | Litslena, Uppland   |       | 59.649161, 17.254954 | 10025501770001 | Ladda upp en bild av detta fornminne      |
| Litslena 178:1                            | Hällristning                |              | Litslena, Uppland   |       | 59.649493, 17.256728 | 10025501780001 | Ladda upp en bild av detta fornminne      |
| Litslena 178:2                            | Hällristning                |              | Litslena, Uppland   |       | 59.649429, 17.256471 | 10025501780002 | Ladda upp en bild av detta fornminne      |
| Litslena 179:1                            | Sammanförda lämningar       |              | Litslena, Uppland   |       | 59.394770, 17.160150 | 10025501790001 | Ladda upp en till bild av detta fornminne |
| Litslena 179:3                            | Kyrka/kapell                |              | Litslena, Uppland   |       | 59.663547, 17.267092 | 10025501790003 | Ladda upp en bild av detta fornminne      |
| Litslena 180:1                            | Hällristning                |              | Litslena, Uppland   |       | 59.647981, 17.254620 | 10025501800001 | Ladda upp en bild av detta fornminne      |
| Litslena 185:1                            | Stensättning                |              | Litslena, Uppland   |       | 59.643116, 17.224771 | 10025501850001 | Ladda upp en bild av detta fornminne      |
| Litslena 185:2                            | Stensättning                |              | Litslena, Uppland   |       | 59.643060, 17.224389 | 10025501850002 | Ladda upp en bild av detta fornminne      |
| Litslena 185:3                            | Stensättning                |              | Litslena, Uppland   |       | 59.643018, 17.224156 | 10025501850003 | Ladda upp en bild av detta fornminne      |
| Litslena 188:2                            | Stensättning                |              | Litslena, Uppland   |       | 59.637461, 17.231159 | 10025501880002 | Ladda upp en bild av detta fornminne      |
| Litslena 190:1                            | Gravfält                    |              | Litslena, Uppland   |       | 59.637706, 17.235469 | 10025501900001 | Ladda upp en bild av detta fornminne      |
| Litslena 191:1                            | Hällristning                |              | Litslena, Uppland   |       | 59.640813, 17.241399 | 10025501910001 | Ladda upp en bild av detta fornminne      |
| Litslena 192:1                            | Stensättning                |              | Litslena, Uppland   |       | 59.637576, 17.247480 | 10025501920001 | Ladda upp en bild av detta fornminne      |
| Litslena 193:1                            | Hällristning                |              | Litslena, Uppland   |       | 59.643550, 17.240541 | 10025501930001 | Ladda upp en bild av detta fornminne      |
| Litslena 194:1                            | Hällristning                |              | Litslena, Uppland   |       | 59.643520, 17.258999 | 10025501940001 | Ladda upp en bild av detta fornminne      |
| Litslena 195:1                            | Hällristning                |              | Litslena, Uppland   |       | 59.643570, 17.261046 | 10025501950001 | Ladda upp en bild av detta fornminne      |
| Litslena 195:2                            | Hällristning                |              | Litslena, Uppland   |       | 59.643590, 17.261130 | 10025501950002 | Ladda upp en bild av detta fornminne      |
| Litslena 196:1                            | Gravfält                    |              | Litslena, Uppland   |       | 59.643062, 17.260613 | 10025501960001 | Ladda upp en bild av detta fornminne      |
| Litslena 196:2                            | Runristning                 |              | Litslena, Uppland   |       | 59.643177, 17.260516 | 10025501960002 | Ladda upp en bild av detta fornminne      |
| Litslena 197:1                            | Gravfält                    |              | Litslena, Uppland   |       | 59.642500, 17.257793 | 10025501970001 | Ladda upp en bild av detta fornminne      |
| Litslena 198:1                            | Hällristning                |              | Litslena, Uppland   |       | 59.642729, 17.255998 | 10025501980001 | Ladda upp en bild av detta fornminne      |
| Litslena 198:2                            | Hällristning                |              | Litslena, Uppland   |       | 59.642730, 17.255995 | 10025501980002 | Ladda upp en bild av detta fornminne      |
| Litslena 198:3                            | Hällristning                |              | Litslena, Uppland   |       | 59.642732, 17.256000 | 10025501980003 | Ladda upp en bild av detta fornminne      |
| Litslena 198:4                            | Hällristning                |              | Litslena, Uppland   |       | 59.642734, 17.255995 | 10025501980004 | Ladda upp en bild av detta fornminne      |
| Litslena 198:5                            | Hällristning                |              | Litslena, Uppland   |       | 59.642879, 17.255760 | 10025501980005 | Ladda upp en bild av detta fornminne      |
| Litslena 199:1                            | Stensättning                |              | Litslena, Uppland   |       | 59.642290, 17.256864 | 10025501990001 | Ladda upp en bild av detta fornminne      |
| Litslena 199:2                            | Stensättning                |              | Litslena, Uppland   |       | 59.642211, 17.256842 | 10025501990002 | Ladda upp en bild av detta fornminne      |
| Litslena 200:1                            | Hällristning                |              | Litslena, Uppland   |       | 59.641874, 17.258281 | 10025502000001 | Ladda upp en bild av detta fornminne      |
| Litslena 200:2                            | Hällristning                |              | Litslena, Uppland   |       | 59.641891, 17.258019 | 10025502000002 | Ladda upp en bild av detta fornminne      |
| Litslena 200:3                            | Hällristning                |              | Litslena, Uppland   |       | 59.641897, 17.257732 | 10025502000003 | Ladda upp en bild av detta fornminne      |
| Litslena 201:1                            | Gravfält                    |              | Litslena, Uppland   |       | 59.633556, 17.276689 | 10025502010001 | Ladda upp en bild av detta fornminne      |
| Litslena 201:2                            | Hög                         |              | Litslena, Uppland   |       | 59.633639, 17.275706 | 10025502010002 | Ladda upp en bild av detta fornminne      |
| Litslena 202:1                            | Stensättning                |              | Litslena, Uppland   |       | 59.634293, 17.276563 | 10025502020001 | Ladda upp en bild av detta fornminne      |
| Litslena 203:1                            | Stensättning                |              | Litslena, Uppland   |       | 59.634641, 17.273559 | 10025502030001 | Ladda upp en bild av detta fornminne      |
| Litslena 205:1                            | Gravfält                    |              | Litslena, Uppland   |       | 59.645465, 17.276413 | 10025502050001 | Ladda upp en bild av detta fornminne      |
| Litslena 207:1                            | Grav markerad av sten/block |              | Litslena, Uppland   |       | 59.636329, 17.288826 | 10025502070001 | Ladda upp en bild av detta fornminne      |
| Litslena 207:2                            | Stensättning                |              | Litslena, Uppland   |       | 59.636221, 17.288677 | 10025502070002 | Ladda upp en bild av detta fornminne      |
| Litslena 207:3                            | Stensättning                |              | Litslena, Uppland   |       | 59.636108, 17.288844 | 10025502070003 | Ladda upp en bild av detta fornminne      |
| Litslena 207:4                            | Stensättning                |              | Litslena, Uppland   |       | 59.636222, 17.288464 | 10025502070004 | Ladda upp en bild av detta fornminne      |
| Litslena 215:1                            | Hällristning                |              | Litslena, Uppland   |       | 59.660613, 17.278298 | 10025502150001 | Ladda upp en bild av detta fornminne      |
| Litslena 215:2                            | Hällristning                |              | Litslena, Uppland   |       | 59.660614, 17.278283 | 10025502150002 | Ladda upp en bild av detta fornminne      |
| Litslena 217:1                            | Gravfält                    |              | Litslena, Uppland   |       | 59.659683, 17.278773 | 10025502170001 | Ladda upp en bild av detta fornminne      |
| Litslena 218:1                            | Hällristning                |              | Litslena, Uppland   |       | 59.658218, 17.281563 | 10025502180001 | Ladda upp en bild av detta fornminne      |
| Litslena 218:2                            | Hällristning                |              | Litslena, Uppland   |       | 59.658220, 17.281562 | 10025502180002 | Ladda upp en bild av detta fornminne      |
| Litslena 219:1                            | Gravfält                    |              | Litslena, Uppland   |       | 59.657477, 17.278211 | 10025502190001 | Ladda upp en bild av detta fornminne      |
| Litslena 220:1                            | Grav- och boplatsområde     |              | Litslena, Uppland   |       | 59.651257, 17.289169 | 10025502200001 | Ladda upp en bild av detta fornminne      |
| Litslena 221:1                            | Hällristning                |              | Litslena, Uppland   |       | 59.652783, 17.288724 | 10025502210001 | Ladda upp en bild av detta fornminne      |
| Litslena 221:2                            | Hällristning                |              | Litslena, Uppland   |       | 59.652785, 17.288731 | 10025502210002 | Ladda upp en bild av detta fornminne      |
| Litslena 221:3                            | Hällristning                |              | Litslena, Uppland   |       | 59.652785, 17.288740 | 10025502210003 | Ladda upp en bild av detta fornminne      |
| Litslena 225:1                            | Stensättning                |              | Litslena, Uppland   |       | 59.647903, 17.277236 | 10025502250001 | Ladda upp en bild av detta fornminne      |
| Litslena 226:1                            | Stensättning                |              | Litslena, Uppland   |       | 59.648071, 17.279244 | 10025502260001 | Ladda upp en bild av detta fornminne      |
| Litslena 226:2                            | Stensättning                |              | Litslena, Uppland   |       | 59.647962, 17.278756 | 10025502260002 | Ladda upp en bild av detta fornminne      |
| Litslena 226:3                            | Stensättning                |              | Litslena, Uppland   |       | 59.647993, 17.279774 | 10025502260003 | Ladda upp en bild av detta fornminne      |
| Litslena 227:1                            | Gravfält                    |              | Litslena, Uppland   |       | 59.650404, 17.277520 | 10025502270001 | Ladda upp en bild av detta fornminne      |
| Litslena 229:1                            | Stensättning                |              | Litslena, Uppland   |       | 59.651666, 17.276531 | 10025502290001 | Ladda upp en bild av detta fornminne      |
| Litslena 229:3                            | Stensättning                |              | Litslena, Uppland   |       | 59.651289, 17.276584 | 10025502290003 | Ladda upp en bild av detta fornminne      |
| Litslena 229:4                            | Stensättning                |              | Litslena, Uppland   |       | 59.651361, 17.276604 | 10025502290004 | Ladda upp en bild av detta fornminne      |
| Litslena 229:5                            | Stensättning                |              | Litslena, Uppland   |       | 59.651472, 17.276565 | 10025502290005 | Ladda upp en bild av detta fornminne      |
| Litslena 230:1                            | Hällristning                |              | Litslena, Uppland   |       | 59.654175, 17.276566 | 10025502300001 | Ladda upp en bild av detta fornminne      |
| Litslena 233:1                            | Stensättning                |              | Litslena, Uppland   |       | 59.664945, 17.269539 | 10025502330001 | Ladda upp en bild av detta fornminne      |
| Litslena 234:1                            | Hällristning                |              | Litslena, Uppland   |       | 59.660780, 17.270323 | 10025502340001 | Ladda upp en bild av detta fornminne      |
| Litslena 235:1                            | Gravfält                    |              | Litslena, Uppland   |       | 59.658441, 17.270911 | 10025502350001 | Ladda upp en bild av detta fornminne      |
| Litslena 236:1                            | Hällristning                |              | Litslena, Uppland   |       | 59.657061, 17.282023 | 10025502360001 | Ladda upp en bild av detta fornminne      |
| Litslena 236:2                            | Hällristning                |              | Litslena, Uppland   |       | 59.656966, 17.281891 | 10025502360002 | Ladda upp en bild av detta fornminne      |
| Litslena 236:3                            | Hällristning                |              | Litslena, Uppland   |       | 59.656966, 17.281874 | 10025502360003 | Ladda upp en bild av detta fornminne      |
| Litslena 236:4                            | Hällristning                |              | Litslena, Uppland   |       | 59.657184, 17.281826 | 10025502360004 | Ladda upp en bild av detta fornminne      |
| Litslena 236:5                            | Hällristning                |              | Litslena, Uppland   |       | 59.656962, 17.281866 | 10025502360005 | Ladda upp en bild av detta fornminne      |
| Litslena 236:6                            | Hällristning                |              | Litslena, Uppland   |       | 59.656995, 17.281917 | 10025502360006 | Ladda upp en bild av detta fornminne      |
| Litslena 240:1                            | Hällristning                |              | Litslena, Uppland   |       | 59.650459, 17.286886 | 10025502400001 | Ladda upp en bild av detta fornminne      |
| Litslena 242:1                            | Hällristning                |              | Litslena, Uppland   |       | 59.653504, 17.284665 | 10025502420001 | Ladda upp en bild av detta fornminne      |
| Litslena 242:2                            | Hällristning                |              | Litslena, Uppland   |       | 59.653506, 17.284665 | 10025502420002 | Ladda upp en bild av detta fornminne      |
| Litslena 244:1                            | Gravfält                    |              | Litslena, Uppland   |       | 59.654876, 17.281185 | 10025502440001 | Ladda upp en bild av detta fornminne      |
| Litslena 245:1                            | Hällristning                |              | Litslena, Uppland   |       | 59.654084, 17.281617 | 10025502450001 | Ladda upp en bild av detta fornminne      |
| Litslena 245:2                            | Hällristning                |              | Litslena, Uppland   |       | 59.654091, 17.281611 | 10025502450002 | Ladda upp en bild av detta fornminne      |
| Litslena 245:3                            | Hällristning                |              | Litslena, Uppland   |       | 59.654097, 17.281612 | 10025502450003 | Ladda upp en bild av detta fornminne      |
| Litslena 245:4                            | Hällristning                |              | Litslena, Uppland   |       | 59.654097, 17.281612 | 10025502450004 | Ladda upp en bild av detta fornminne      |
| Litslena 248:1                            | Stensättning                |              | Litslena, Uppland   |       | 59.652633, 17.277015 | 10025502480001 | Ladda upp en bild av detta fornminne      |
| Litslena 249:1                            | Grav- och boplatsområde     |              | Litslena, Uppland   |       | 59.653336, 17.278829 | 10025502490001 | Ladda upp en bild av detta fornminne      |
| Litslena 251:1                            | Stensättning                |              | Litslena, Uppland   |       | 59.653293, 17.275016 | 10025502510001 | Ladda upp en bild av detta fornminne      |
| Litslena 251:2                            | Stensättning                |              | Litslena, Uppland   |       | 59.653109, 17.275204 | 10025502510002 | Ladda upp en bild av detta fornminne      |
| Litslena 252:1                            | Gravfält                    |              | Litslena, Uppland   |       | 59.653670, 17.273842 | 10025502520001 | Ladda upp en bild av detta fornminne      |
| Litslena 253:1                            | Runristning                 |              | Litslena, Uppland   |       | 59.654874, 17.273318 | 10025502530001 | Ladda upp en bild av detta fornminne      |
| Litslena 254:1                            | Grav markerad av sten/block |              | Litslena, Uppland   |       | 59.655393, 17.272040 | 10025502540001 | Ladda upp en bild av detta fornminne      |
| Litslena 254:2                            | Grav markerad av sten/block |              | Litslena, Uppland   |       | 59.655371, 17.272185 | 10025502540002 | Ladda upp en bild av detta fornminne      |
| Litslena 254:3                            | Grav markerad av sten/block |              | Litslena, Uppland   |       | 59.655461, 17.272123 | 10025502540003 | Ladda upp en bild av detta fornminne      |
| Litslena 258:1                            | Hällristning                |              | Litslena, Uppland   |       | 59.662491, 17.275512 | 10025502580001 | Ladda upp en bild av detta fornminne      |
| Litslena 260:1                            | Hällristning                |              | Litslena, Uppland   |       | 59.661950, 17.271981 | 10025502600001 | Ladda upp en bild av detta fornminne      |
| Litslena 260:2                            | Hällristning                |              | Litslena, Uppland   |       | 59.662044, 17.271961 | 10025502600002 | Ladda upp en bild av detta fornminne      |
| Litslena 260:3                            | Hällristning                |              | Litslena, Uppland   |       | 59.662049, 17.271957 | 10025502600003 | Ladda upp en bild av detta fornminne      |
| Litslena 260:4                            | Hällristning                |              | Litslena, Uppland   |       | 59.662045, 17.271961 | 10025502600004 | Ladda upp en bild av detta fornminne      |
| Litslena 262:1                            | Hällristning                |              | Litslena, Uppland   |       | 59.662477, 17.269805 | 10025502620001 | Ladda upp en bild av detta fornminne      |
| Litslena 264:1                            | Hällristning                |              | Litslena, Uppland   |       | 59.663237, 17.271523 | 10025502640001 | Ladda upp en bild av detta fornminne      |
| Litslena 264:2                            | Hällristning                |              | Litslena, Uppland   |       | 59.663163, 17.271472 | 10025502640002 | Ladda upp en bild av detta fornminne      |
| Litslena 264:3                            | Hällristning                |              | Litslena, Uppland   |       | 59.663161, 17.271649 | 10025502640003 | Ladda upp en bild av detta fornminne      |
| Litslena 265:1                            | Hällristning                |              | Litslena, Uppland   |       | 59.663815, 17.271988 | 10025502650001 | Ladda upp en bild av detta fornminne      |
| Litslena 270:1                            | Runristning                 |              | Litslena, Uppland   |       | 59.636213, 17.250349 | 10025502700001 | Ladda upp en bild av detta fornminne      |
| Litslena 271:1                            | Hällristning                |              | Litslena, Uppland   |       | 59.639645, 17.258407 | 10025502710001 | Ladda upp en bild av detta fornminne      |
| Litslena 271:2                            | Hällristning                |              | Litslena, Uppland   |       | 59.639556, 17.258473 | 10025502710002 | Ladda upp en bild av detta fornminne      |
| Litslena 272:5                            | Hällristning                |              | Litslena, Uppland   |       | 59.640882, 17.262564 | 10025502720005 | Ladda upp en bild av detta fornminne      |
| Litslena 276:1                            | Stensättning                |              | Litslena, Uppland   |       | 59.644063, 17.254718 | 10025502760001 | Ladda upp en bild av detta fornminne      |
| Litslena 278:1                            | Hällristning                |              | Litslena, Uppland   |       | 59.643352, 17.250925 | 10025502780001 | Ladda upp en bild av detta fornminne      |
| Litslena 279:1                            | Gravfält                    |              | Litslena, Uppland   |       | 59.644748, 17.244681 | 10025502790001 | Ladda upp en bild av detta fornminne      |
| Litslena 280:1                            | Hällristning                |              | Litslena, Uppland   |       | 59.646096, 17.254007 | 10025502800001 | Ladda upp en bild av detta fornminne      |
| Litslena 281:1                            | Grav markerad av sten/block |              | Litslena, Uppland   |       | 59.646881, 17.255032 | 10025502810001 | Ladda upp en bild av detta fornminne      |
| Litslena 282:1                            | Stensättning                |              | Litslena, Uppland   |       | 59.644776, 17.261215 | 10025502820001 | Ladda upp en bild av detta fornminne      |
| Litslena 282:2                            | Grav markerad av sten/block |              | Litslena, Uppland   |       | 59.644724, 17.261067 | 10025502820002 | Ladda upp en bild av detta fornminne      |
| Litslena 282:3                            | Grav markerad av sten/block |              | Litslena, Uppland   |       | 59.644677, 17.260936 | 10025502820003 | Ladda upp en bild av detta fornminne      |
| Litslena 283:1                            | Hällristning                |              | Litslena, Uppland   |       | 59.657295, 17.278453 | 10025502830001 | Ladda upp en bild av detta fornminne      |
| Litslena 283:2                            | Hällristning                |              | Litslena, Uppland   |       | 59.657295, 17.278449 | 10025502830002 | Ladda upp en bild av detta fornminne      |
| Litslena 284:1                            | Hällristning                |              | Litslena, Uppland   |       | 59.657450, 17.277559 | 10025502840001 | Ladda upp en bild av detta fornminne      |
| Litslena 285:1                            | Hällristning                |              | Litslena, Uppland   |       | 59.658043, 17.269053 | 10025502850001 | Ladda upp en bild av detta fornminne      |
| Litslena 286:1                            | Hällristning                |              | Litslena, Uppland   |       | 59.659357, 17.270884 | 10025502860001 | Ladda upp en bild av detta fornminne      |
| Litslena 287:1                            | Hällristning                |              | Litslena, Uppland   |       | 59.658502, 17.271469 | 10025502870001 | Ladda upp en bild av detta fornminne      |
| Litslena 288:1                            | Hällristning                |              | Litslena, Uppland   |       | 59.658571, 17.272328 | 10025502880001 | Ladda upp en bild av detta fornminne      |
| Litslena 289:1                            | Hällristning                |              | Litslena, Uppland   |       | 59.663581, 17.271444 | 10025502890001 | Ladda upp en bild av detta fornminne      |
| Litslena 290:1                            | Hällristning                |              | Litslena, Uppland   |       | 59.663998, 17.271385 | 10025502900001 | Ladda upp en bild av detta fornminne      |
| Litslena 291:1                            | Hällristning                |              | Litslena, Uppland   |       | 59.666041, 17.268797 | 10025502910001 | Ladda upp en bild av detta fornminne      |
| Litslena 292:1                            | Gravfält                    |              | Litslena, Uppland   |       | 59.660448, 17.231428 | 10025502920001 | Ladda upp en bild av detta fornminne      |
| Litslena 293:1                            | Hällristning                |              | Litslena, Uppland   |       | 59.660187, 17.232254 | 10025502930001 | Ladda upp en bild av detta fornminne      |
| Litslena 296:1                            | Hällristning                |              | Litslena, Uppland   |       | 59.673348, 17.252081 | 10025502960001 | Ladda upp en bild av detta fornminne      |
| Litslena 297:1                            | Hällristning                |              | Litslena, Uppland   |       | 59.642710, 17.255248 | 10025502970001 | Ladda upp en bild av detta fornminne      |
| Litslena 298:1                            | Hällristning                |              | Litslena, Uppland   |       | 59.642974, 17.254973 | 10025502980001 | Ladda upp en bild av detta fornminne      |
| Litslena 299:1                            | Hällristning                |              | Litslena, Uppland   |       | 59.642774, 17.260574 | 10025502990001 | Ladda upp en bild av detta fornminne      |
| Litslena 301:1                            | Hällristning                |              | Litslena, Uppland   |       | 59.657388, 17.201497 | 10025503010001 | Ladda upp en bild av detta fornminne      |
| Litslena 305:1                            | Stensättning                |              | Litslena, Uppland   |       | 59.661284, 17.199055 | 10025503050001 | Ladda upp en bild av detta fornminne      |
| Litslena 306:1                            | Hög                         |              | Litslena, Uppland   |       | 59.657610, 17.257561 | 10025503060001 | Ladda upp en bild av detta fornminne      |
| Litslena 308:1                            | Hällristning                |              | Litslena, Uppland   |       | 59.691316, 17.291131 | 10025503080001 | Ladda upp en bild av detta fornminne      |
| Litslena 310:1                            | Gravfält                    |              | Litslena, Uppland   |       | 59.683221, 17.304012 | 10025503100001 | Ladda upp en bild av detta fornminne      |
| Litslena 311:1                            | Gravfält                    |              | Litslena, Uppland   |       | 59.682029, 17.302866 | 10025503110001 | Ladda upp en bild av detta fornminne      |
| Litslena 312:1                            | Gravfält                    |              | Litslena, Uppland   |       | 59.670488, 17.227917 | 10025503120001 | Ladda upp en bild av detta fornminne      |
| Litslena 314:1                            | Hällristning                |              | Litslena, Uppland   |       | 59.681154, 17.238875 | 10025503140001 | Ladda upp en bild av detta fornminne      |
| Litslena 315:1                            | Stensättning                |              | Litslena, Uppland   |       | 59.687619, 17.233465 | 10025503150001 | Ladda upp en bild av detta fornminne      |
| Litslena 316:1                            | Stensättning                |              | Litslena, Uppland   |       | 59.687553, 17.232445 | 10025503160001 | Ladda upp en bild av detta fornminne      |
| Litslena 317:1                            | Stensättning                |              | Litslena, Uppland   |       | 59.685287, 17.233952 | 10025503170001 | Ladda upp en bild av detta fornminne      |
| Litslena 317:2                            | Stensättning                |              | Litslena, Uppland   |       | 59.685187, 17.233617 | 10025503170002 | Ladda upp en bild av detta fornminne      |
| Litslena 318:1                            | Stensättning                |              | Litslena, Uppland   |       | 59.687048, 17.236762 | 10025503180001 | Ladda upp en bild av detta fornminne      |
| Litslena 318:2                            | Stensättning                |              | Litslena, Uppland   |       | 59.686938, 17.236738 | 10025503180002 | Ladda upp en bild av detta fornminne      |
| Litslena 320:1                            | Stensättning                |              | Litslena, Uppland   |       | 59.688599, 17.245894 | 10025503200001 | Ladda upp en bild av detta fornminne      |
| Litslena 321:1                            | Stensättning                |              | Litslena, Uppland   |       | 59.684643, 17.247906 | 10025503210001 | Ladda upp en bild av detta fornminne      |
| Litslena 322:1                            | Hällristning                |              | Litslena, Uppland   |       | 59.684225, 17.247864 | 10025503220001 | Ladda upp en bild av detta fornminne      |
| Litslena 322:2                            | Hällristning                |              | Litslena, Uppland   |       | 59.684257, 17.248019 | 10025503220002 | Ladda upp en bild av detta fornminne      |
| Litslena 322:3                            | Hällristning                |              | Litslena, Uppland   |       | 59.684228, 17.247868 | 10025503220003 | Ladda upp en bild av detta fornminne      |
| Litslena 322:4                            | Hällristning                |              | Litslena, Uppland   |       | 59.684582, 17.247820 | 10025503220004 | Ladda upp en bild av detta fornminne      |
| Litslena 322:5                            | Hällristning                |              | Litslena, Uppland   |       | 59.684586, 17.247824 | 10025503220005 | Ladda upp en bild av detta fornminne      |
| Litslena 323:1                            | Stensättning                |              | Litslena, Uppland   |       | 59.683722, 17.248656 | 10025503230001 | Ladda upp en bild av detta fornminne      |
| Litslena 341:1                            | Hällristning                |              | Litslena, Uppland   |       | 59.634737, 17.273413 | 10025503410001 | Ladda upp en bild av detta fornminne      |
| Litslena 341:2                            | Hällristning                |              | Litslena, Uppland   |       | 59.634698, 17.273362 | 10025503410002 | Ladda upp en bild av detta fornminne      |
| Litslena 342:1                            | Hällristning                |              | Litslena, Uppland   |       | 59.638220, 17.268850 | 10025503420001 | Ladda upp en bild av detta fornminne      |
| Litslena 343:1                            | Hällristning                |              | Litslena, Uppland   |       | 59.653913, 17.280741 | 10025503430001 | Ladda upp en bild av detta fornminne      |
| Litslena 344:1                            | Hällristning                |              | Litslena, Uppland   |       | 59.666741, 17.232205 | 10025503440001 | Ladda upp en bild av detta fornminne      |
| Litslena 345:1                            | Hällristning                |              | Litslena, Uppland   |       | 59.639854, 17.257494 | 10025503450001 | Ladda upp en bild av detta fornminne      |
| Litslena 345:2                            | Hällristning                |              | Litslena, Uppland   |       | 59.639965, 17.257258 | 10025503450002 | Ladda upp en bild av detta fornminne      |
| Litslena 346:1                            | Hällristning                |              | Litslena, Uppland   |       | 59.654130, 17.277058 | 10025503460001 | Ladda upp en bild av detta fornminne      |
| Litslena 347:1                            | Hällristning                |              | Litslena, Uppland   |       | 59.655738, 17.271933 | 10025503470001 | Ladda upp en bild av detta fornminne      |
| Litslena 348:1                            | Hällristning                |              | Litslena, Uppland   |       | 59.652302, 17.290116 | 10025503480001 | Ladda upp en bild av detta fornminne      |
| Litslena 349:1                            | Hällristning                |              | Litslena, Uppland   |       | 59.656962, 17.282833 | 10025503490001 | Ladda upp en bild av detta fornminne      |
| Litslena 350:1                            | Hällristning                |              | Litslena, Uppland   |       | 59.660884, 17.277583 | 10025503500001 | Ladda upp en bild av detta fornminne      |
| Litslena 351:1                            | Hällristning                |              | Litslena, Uppland   |       | 59.660870, 17.277792 | 10025503510001 | Ladda upp en bild av detta fornminne      |
| Litslena 352:1                            | Hällristning                |              | Litslena, Uppland   |       | 59.681076, 17.310322 | 10025503520001 | Ladda upp en bild av detta fornminne      |
| Litslena 352:2                            | Hällristning                |              | Litslena, Uppland   |       | 59.681074, 17.310325 | 10025503520002 | Ladda upp en bild av detta fornminne      |
| Litslena 352:3                            | Hällristning                |              | Litslena, Uppland   |       | 59.681079, 17.310320 | 10025503520003 | Ladda upp en bild av detta fornminne      |
| Litslena 353:1                            | Hällristning                |              | Litslena, Uppland   |       | 59.683471, 17.299908 | 10025503530001 | Ladda upp en bild av detta fornminne      |
| Litslena 354:1                            | Hällristning                |              | Litslena, Uppland   |       | 59.665281, 17.262116 | 10025503540001 | Ladda upp en bild av detta fornminne      |
| Litslena 355:1                            | Hällristning                |              | Litslena, Uppland   |       | 59.664861, 17.262659 | 10025503550001 | Ladda upp en bild av detta fornminne      |
| Litslena 355:2                            | Hällristning                |              | Litslena, Uppland   |       | 59.664861, 17.262665 | 10025503550002 | Ladda upp en bild av detta fornminne      |
| Litslena 356:1                            | Hällristning                |              | Litslena, Uppland   |       | 59.658878, 17.268636 | 10025503560001 | Ladda upp en bild av detta fornminne      |
| Litslena 356:2                            | Hällristning                |              | Litslena, Uppland   |       | 59.658882, 17.268642 | 10025503560002 | Ladda upp en bild av detta fornminne      |
| Litslena 356:3                            | Hällristning                |              | Litslena, Uppland   |       | 59.658882, 17.268632 | 10025503560003 | Ladda upp en bild av detta fornminne      |
| Litslena 357:1                            | Hällristning                |              | Litslena, Uppland   |       | 59.649050, 17.238188 | 10025503570001 | Ladda upp en bild av detta fornminne      |
| Litslena 358:1                            | Hällristning                |              | Litslena, Uppland   |       | 59.646520, 17.254585 | 10025503580001 | Ladda upp en bild av detta fornminne      |
| Litslena 359:1                            | Hällristning                |              | Litslena, Uppland   |       | 59.645914, 17.253036 | 10025503590001 | Ladda upp en bild av detta fornminne      |
| Litslena 360:1                            | Hällristning                |              | Litslena, Uppland   |       | 59.646431, 17.254077 | 10025503600001 | Ladda upp en bild av detta fornminne      |
| Litslena 361:1                            | Hällristning                |              | Litslena, Uppland   |       | 59.662277, 17.269883 | 10025503610001 | Ladda upp en bild av detta fornminne      |
| Litslena 361:2                            | Hällristning                |              | Litslena, Uppland   |       | 59.662239, 17.269630 | 10025503610002 | Ladda upp en bild av detta fornminne      |
| Litslena 362:1                            | Hällristning                |              | Litslena, Uppland   |       | 59.659569, 17.258201 | 10025503620001 | Ladda upp en bild av detta fornminne      |
| Litslena 363:1                            | Hällristning                |              | Litslena, Uppland   |       | 59.652629, 17.276064 | 10025503630001 | Ladda upp en bild av detta fornminne      |
| Litslena 364:1                            | Hällristning                |              | Litslena, Uppland   |       | 59.652086, 17.277395 | 10025503640001 | Ladda upp en bild av detta fornminne      |
| Litslena 365:1                            | Hällristning                |              | Litslena, Uppland   |       | 59.637570, 17.226658 | 10025503650001 | Ladda upp en bild av detta fornminne      |
| Litslena 366:1                            | Hällristning                |              | Litslena, Uppland   |       | 59.646902, 17.298096 | 10025503660001 | Ladda upp en bild av detta fornminne      |
| Litslena 367:1                            | Hällristning                |              | Litslena, Uppland   |       | 59.657891, 17.270731 | 10025503670001 | Ladda upp en bild av detta fornminne      |
| Litslena 367:2                            | Hällristning                |              | Litslena, Uppland   |       | 59.657849, 17.270473 | 10025503670002 | Ladda upp en bild av detta fornminne      |
| Litslena 368:1                            | Hällristning                |              | Litslena, Uppland   |       | 59.663363, 17.278869 | 10025503680001 | Ladda upp en bild av detta fornminne      |
| Litslena 369:1                            | Hällristning                |              | Litslena, Uppland   |       | 59.662304, 17.210022 | 10025503690001 | Ladda upp en bild av detta fornminne      |
| Litslena 370:1                            | Hällristning                |              | Litslena, Uppland   |       | 59.664914, 17.198098 | 10025503700001 | Ladda upp en bild av detta fornminne      |
| Litslena 371:1                            | Hällristning                |              | Litslena, Uppland   |       | 59.642366, 17.259600 | 10025503710001 | Ladda upp en bild av detta fornminne      |
| Litslena 371:2                            | Hällristning                |              | Litslena, Uppland   |       | 59.642366, 17.259596 | 10025503710002 | Ladda upp en bild av detta fornminne      |
| Litslena 371:3                            | Hällristning                |              | Litslena, Uppland   |       | 59.642309, 17.259270 | 10025503710003 | Ladda upp en bild av detta fornminne      |
| Litslena 371:4                            | Hällristning                |              | Litslena, Uppland   |       | 59.642310, 17.259265 | 10025503710004 | Ladda upp en bild av detta fornminne      |
| Litslena 372:1                            | Hällristning                |              | Litslena, Uppland   |       | 59.681603, 17.294206 | 10025503720001 | Ladda upp en bild av detta fornminne      |
| Litslena 373:1                            | Hällristning                |              | Litslena, Uppland   |       | 59.623600, 17.197275 | 10025503730001 | Ladda upp en bild av detta fornminne      |
| Litslena 374:1                            | Hällristning                |              | Litslena, Uppland   |       | 59.636995, 17.229260 | 10025503740001 | Ladda upp en bild av detta fornminne      |
| Litslena 375:1                            | Hällristning                |              | Litslena, Uppland   |       | 59.639104, 17.230062 | 10025503750001 | Ladda upp en bild av detta fornminne      |
| Litslena 376:1                            | Hällristning                |              | Litslena, Uppland   |       | 59.647287, 17.230912 | 10025503760001 | Ladda upp en bild av detta fornminne      |
| Litslena 377:1                            | Hällristning                |              | Litslena, Uppland   |       | 59.647856, 17.230439 | 10025503770001 | Ladda upp en bild av detta fornminne      |
| Litslena 378:1                            | Hällristning                |              | Litslena, Uppland   |       | 59.647603, 17.229587 | 10025503780001 | Ladda upp en bild av detta fornminne      |
| Litslena 379:1                            | Hällristning                |              | Litslena, Uppland   |       | 59.649208, 17.228614 | 10025503790001 | Ladda upp en bild av detta fornminne      |
| Litslena 380:1                            | Hällristning                |              | Litslena, Uppland   |       | 59.648322, 17.232569 | 10025503800001 | Ladda upp en bild av detta fornminne      |
| Litslena 381:1                            | Hällristning                |              | Litslena, Uppland   |       | 59.653276, 17.283681 | 10025503810001 | Ladda upp en bild av detta fornminne      |
| Litslena 382:1                            | Hällristning                |              | Litslena, Uppland   |       | 59.646375, 17.265438 | 10025503820001 | Ladda upp en bild av detta fornminne      |
| Litslena 383:1                            | Hällristning                |              | Litslena, Uppland   |       | 59.647351, 17.263212 | 10025503830001 | Ladda upp en bild av detta fornminne      |
| Litslena 384:1                            | Hällristning                |              | Litslena, Uppland   |       | 59.642480, 17.268228 | 10025503840001 | Ladda upp en bild av detta fornminne      |
| Litslena 385:1                            | Hällristning                |              | Litslena, Uppland   |       | 59.633111, 17.271797 | 10025503850001 | Ladda upp en bild av detta fornminne      |
| Litslena 388:1                            | Hällristning                |              | Litslena, Uppland   |       | 59.665033, 17.270258 | 10025503880001 | Ladda upp en bild av detta fornminne      |
| Litslena 395:1                            | Hällristning                |              | Litslena, Uppland   |       | 59.653634, 17.274800 | 10025503950001 | Ladda upp en bild av detta fornminne      |
| Litslena 400:1                            | Hällristning                |              | Litslena, Uppland   |       | 59.657604, 17.273867 | 10025504000001 | Ladda upp en bild av detta fornminne      |
| Litslena 403:1                            | Hällristning                |              | Litslena, Uppland   |       | 59.656887, 17.271118 | 10025504030001 | Ladda upp en bild av detta fornminne      |
| Litslena 405:1                            | Hällristning                |              | Litslena, Uppland   |       | 59.669018, 17.250110 | 10025504050001 | Ladda upp en bild av detta fornminne      |
| Litslena 405:2                            | Hällristning                |              | Litslena, Uppland   |       | 59.669018, 17.250114 | 10025504050002 | Ladda upp en bild av detta fornminne      |
| Stenbacken (Litslena 406:1)               | Grav- och boplatsområde     |              | Litslena, Uppland   |       | 59.668863, 17.247055 | 10025504060001 | Ladda upp en bild av detta fornminne      |
| Litslena 407:1                            | Hällristning                |              | Litslena, Uppland   |       | 59.669028, 17.247636 | 10025504070001 | Ladda upp en bild av detta fornminne      |
| Litslena 407:2                            | Hällristning                |              | Litslena, Uppland   |       | 59.669155, 17.246914 | 10025504070002 | Ladda upp en bild av detta fornminne      |
| Litslena 408:1                            | Hällristning                |              | Litslena, Uppland   |       | 59.667418, 17.246761 | 10025504080001 | Ladda upp en bild av detta fornminne      |
| Litslena 409:1                            | Hällristning                |              | Litslena, Uppland   |       | 59.666194, 17.242572 | 10025504090001 | Ladda upp en bild av detta fornminne      |
| Litslena 409:2                            | Hällristning                |              | Litslena, Uppland   |       | 59.666202, 17.242363 | 10025504090002 | Ladda upp en bild av detta fornminne      |
| Litslena 413:1                            | Hällristning                |              | Litslena, Uppland   |       | 59.667182, 17.247854 | 10025504130001 | Ladda upp en bild av detta fornminne      |
| Litslena 413:2                            | Hällristning                |              | Litslena, Uppland   |       | 59.667154, 17.247999 | 10025504130002 | Ladda upp en bild av detta fornminne      |
| Litslena 414:1                            | Hällristning                |              | Litslena, Uppland   |       | 59.658362, 17.195891 | 10025504140001 | Ladda upp en bild av detta fornminne      |
| Litslena 415:1                            | Hällristning                |              | Litslena, Uppland   |       | 59.658587, 17.195946 | 10025504150001 | Ladda upp en bild av detta fornminne      |
| Litslena 416:1                            | Hällristning                |              | Litslena, Uppland   |       | 59.657049, 17.198836 | 10025504160001 | Ladda upp en bild av detta fornminne      |
| Litslena 417:1                            | Hällristning                |              | Litslena, Uppland   |       | 59.659670, 17.197024 | 10025504170001 | Ladda upp en bild av detta fornminne      |
| Litslena 418:1                            | Hällristning                |              | Litslena, Uppland   |       | 59.662339, 17.206711 | 10025504180001 | Ladda upp en bild av detta fornminne      |
| Litslena 419:1                            | Hällristning                |              | Litslena, Uppland   |       | 59.682739, 17.243976 | 10025504190001 | Ladda upp en bild av detta fornminne      |
| Litslena 420:1                            | Hällristning                |              | Litslena, Uppland   |       | 59.671758, 17.261974 | 10025504200001 | Ladda upp en bild av detta fornminne      |
| Litslena 421:1                            | Hällristning                |              | Litslena, Uppland   |       | 59.692973, 17.242643 | 10025504210001 | Ladda upp en bild av detta fornminne      |
| Litslena 423:1                            | Hällristning                |              | Litslena, Uppland   |       | 59.665488, 17.264037 | 10025504230001 | Ladda upp en bild av detta fornminne      |
| Litslena 423:2                            | Hällristning                |              | Litslena, Uppland   |       | 59.665514, 17.263902 | 10025504230002 | Ladda upp en bild av detta fornminne      |
| Litslena 423:3                            | Hällristning                |              | Litslena, Uppland   |       | 59.665521, 17.263893 | 10025504230003 | Ladda upp en bild av detta fornminne      |
| Litslena 424:1                            | Hällristning                |              | Litslena, Uppland   |       | 59.664152, 17.248060 | 10025504240001 | Ladda upp en bild av detta fornminne      |
| Litslena 424:2                            | Hällristning                |              | Litslena, Uppland   |       | 59.663994, 17.248238 | 10025504240002 | Ladda upp en bild av detta fornminne      |
| Litslena 424:3                            | Hällristning                |              | Litslena, Uppland   |       | 59.663884, 17.248396 | 10025504240003 | Ladda upp en bild av detta fornminne      |
| Litslena 424:4                            | Hällristning                |              | Litslena, Uppland   |       | 59.663825, 17.248414 | 10025504240004 | Ladda upp en bild av detta fornminne      |
| Litslena 424:5                            | Hällristning                |              | Litslena, Uppland   |       | 59.663456, 17.248262 | 10025504240005 | Ladda upp en bild av detta fornminne      |
| Litslena 427:1                            | Hällristning                |              | Litslena, Uppland   |       | 59.647535, 17.256769 | 10025504270001 | Ladda upp en bild av detta fornminne      |
| Litslena 430:1                            | Hällristning                |              | Litslena, Uppland   |       | 59.659233, 17.224837 | 10025504300001 | Ladda upp en bild av detta fornminne      |
| Litslena 431:1                            | Hällristning                |              | Litslena, Uppland   |       | 59.655052, 17.231885 | 10025504310001 | Ladda upp en bild av detta fornminne      |
| Litslena 433:2                            | Stensättning                |              | Litslena, Uppland   |       | 59.675011, 17.264576 | 10025504330002 | Ladda upp en bild av detta fornminne      |
| Litslena 433:3                            | Stensättning                |              | Litslena, Uppland   |       | 59.674931, 17.264685 | 10025504330003 | Ladda upp en bild av detta fornminne      |
| Litslena 435:1                            | Hällristning                |              | Litslena, Uppland   |       | 59.670427, 17.262334 | 10025504350001 | Ladda upp en bild av detta fornminne      |
| Litslena 438:1                            | Hällristning                |              | Litslena, Uppland   |       | 59.676216, 17.236764 | 10025504380001 | Ladda upp en bild av detta fornminne      |
| Litslena 439:1                            | Stensättning                |              | Litslena, Uppland   |       | 59.671849, 17.254703 | 10025504390001 | Ladda upp en bild av detta fornminne      |
| Litslena 439:2                            | Stensättning                |              | Litslena, Uppland   |       | 59.671648, 17.254777 | 10025504390002 | Ladda upp en bild av detta fornminne      |
| Litslena 441:1                            | Hällristning                |              | Litslena, Uppland   |       | 59.677712, 17.245946 | 10025504410001 | Ladda upp en bild av detta fornminne      |
| Litslena 441:2                            | Hällristning                |              | Litslena, Uppland   |       | 59.677711, 17.245934 | 10025504410002 | Ladda upp en bild av detta fornminne      |
| Litslena 442:1                            | Hällristning                |              | Litslena, Uppland   |       | 59.686260, 17.251591 | 10025504420001 | Ladda upp en bild av detta fornminne      |
| Litslena 442:2                            | Hällristning                |              | Litslena, Uppland   |       | 59.686259, 17.251592 | 10025504420002 | Ladda upp en bild av detta fornminne      |
| Litslena 446:3                            | Stensättning                |              | Litslena, Uppland   |       | 59.671284, 17.236210 | 10025504460003 | Ladda upp en bild av detta fornminne      |
| Litslena 448:1                            | Hällristning                |              | Litslena, Uppland   |       | 59.691027, 17.253637 | 10025504480001 | Ladda upp en bild av detta fornminne      |
| Litslena 448:2                            | Hällristning                |              | Litslena, Uppland   |       | 59.691029, 17.253630 | 10025504480002 | Ladda upp en bild av detta fornminne      |
| Litslena 449:1                            | Hällristning                |              | Litslena, Uppland   |       | 59.691891, 17.250946 | 10025504490001 | Ladda upp en bild av detta fornminne      |
| Litslena 450:1                            | Hällristning                |              | Litslena, Uppland   |       | 59.684129, 17.249214 | 10025504500001 | Ladda upp en bild av detta fornminne      |
| Litslena 451:1                            | Hällristning                |              | Litslena, Uppland   |       | 59.683703, 17.246557 | 10025504510001 | Ladda upp en bild av detta fornminne      |
| Litslena 451:2                            | Hällristning                |              | Litslena, Uppland   |       | 59.683704, 17.246560 | 10025504510002 | Ladda upp en bild av detta fornminne      |
| Litslena 453:1                            | Stensättning                |              | Litslena, Uppland   |       | 59.694200, 17.242135 | 10025504530001 | Ladda upp en bild av detta fornminne      |
| Litslena 454:1                            | Stensättning                |              | Litslena, Uppland   |       | 59.686685, 17.238428 | 10025504540001 | Ladda upp en bild av detta fornminne      |
| Litslena 455:1                            | Stensättning                |              | Litslena, Uppland   |       | 59.685561, 17.235307 | 10025504550001 | Ladda upp en bild av detta fornminne      |
| Litslena 457:1                            | Hällristning                |              | Litslena, Uppland   |       | 59.689637, 17.257410 | 10025504570001 | Ladda upp en bild av detta fornminne      |
| Litslena 459:1                            | Stensättning                |              | Litslena, Uppland   |       | 59.685312, 17.304988 | 10025504590001 | Ladda upp en bild av detta fornminne      |
| Litslena 466:1                            | Hällristning                |              | Litslena, Uppland   |       | 59.677083, 17.288788 | 10025504660001 | Ladda upp en bild av detta fornminne      |
| Litslena 488:1                            | Stensättning                |              | Litslena, Uppland   |       | 59.670908, 17.222457 | 10025504880001 | Ladda upp en bild av detta fornminne      |
| Litslena 488:3                            | Stensättning                |              | Litslena, Uppland   |       | 59.671200, 17.221898 | 10025504880003 | Ladda upp en bild av detta fornminne      |
| Litslena 494:1                            | Hällristning                |              | Litslena, Uppland   |       | 59.643572, 17.255329 | 10025504940001 | Ladda upp en bild av detta fornminne      |
| Litslena 495:1                            | Hällristning                |              | Litslena, Uppland   |       | 59.639580, 17.256188 | 10025504950001 | Ladda upp en bild av detta fornminne      |
| Litslena 496:1                            | Stensättning                |              | Litslena, Uppland   |       | 59.638048, 17.258222 | 10025504960001 | Ladda upp en bild av detta fornminne      |
| Litslena 499:1                            | Stensättning                |              | Litslena, Uppland   |       | 59.638931, 17.241649 | 10025504990001 | Ladda upp en bild av detta fornminne      |
| Litslena 501:1                            | Stensättning                |              | Litslena, Uppland   |       | 59.670096, 17.222515 | 10025505010001 | Ladda upp en bild av detta fornminne      |
| Litslena 503:1                            | Stensättning                |              | Litslena, Uppland   |       | 59.645026, 17.281143 | 10025505030001 | Ladda upp en bild av detta fornminne      |
| Litslena 504:1                            | Hällristning                |              | Litslena, Uppland   |       | 59.646608, 17.230133 | 10025505040001 | Ladda upp en bild av detta fornminne      |
| Litslena 505:1                            | Gravfält                    |              | Litslena, Uppland   |       | 59.644031, 17.224415 | 10025505050001 | Ladda upp en bild av detta fornminne      |
| Litslena 510:1                            | Gravfält                    |              | Litslena, Uppland   |       | 59.636995, 17.229515 | 10025505100001 | Ladda upp en bild av detta fornminne      |
| Litslena 514:1                            | Stensättning                |              | Litslena, Uppland   |       | 59.662195, 17.209890 | 10025505140001 | Ladda upp en bild av detta fornminne      |
| Litslena 516:1                            | Stensättning                |              | Litslena, Uppland   |       | 59.667733, 17.208326 | 10025505160001 | Ladda upp en bild av detta fornminne      |
| Litslena 519:1                            | Stensättning                |              | Litslena, Uppland   |       | 59.651336, 17.214802 | 10025505190001 | Ladda upp en bild av detta fornminne      |
| Litslena 523:1                            | Röse                        |              | Litslena, Uppland   |       | 59.655261, 17.141966 | 10025505230001 | Ladda upp en bild av detta fornminne      |
| Litslena 547:1                            | Stensättning                |              | Litslena, Uppland   |       | 59.641297, 17.285986 | 10025505470001 | Ladda upp en bild av detta fornminne      |
| Litslena 548:1                            | Gravfält                    |              | Litslena, Uppland   |       | 59.675719, 17.263598 | 10025505480001 | Ladda upp en bild av detta fornminne      |
| Litslena 548:2                            | Stensättning                |              | Litslena, Uppland   |       | 59.675434, 17.264240 | 10025505480002 | Ladda upp en bild av detta fornminne      |
| Litslena 549:1                            | Gravfält                    |              | Litslena, Uppland   |       | 59.666758, 17.233835 | 10025505490001 | Ladda upp en bild av detta fornminne      |
| Litslena 551:1                            | Hällristning                |              | Litslena, Uppland   |       | 59.621415, 17.183256 | 10025505510001 | Ladda upp en bild av detta fornminne      |
| Litslena 557:3                            | Stensättning                |              | Litslena, Uppland   |       | 59.646501, 17.225000 | 10025505570003 | Ladda upp en bild av detta fornminne      |
| Litslena 567:1                            | Hällristning                |              | Litslena, Uppland   |       | 59.639874, 17.261247 | 10025505670001 | Ladda upp en bild av detta fornminne      |
| Litslena 568:1                            | Hällristning                |              | Litslena, Uppland   |       | 59.639227, 17.251645 | 10025505680001 | Ladda upp en bild av detta fornminne      |
| Litslena 573:1                            | Hällristning                |              | Litslena, Uppland   |       | 59.638755, 17.260152 | 10025505730001 | Ladda upp en bild av detta fornminne      |
| Litslena 575:1                            | Stensättning                |              | Litslena, Uppland   |       | 59.638529, 17.266679 | 10025505750001 | Ladda upp en bild av detta fornminne      |
| Litslena 578:1                            | Hällristning                |              | Litslena, Uppland   |       | 59.638638, 17.269805 | 10025505780001 | Ladda upp en bild av detta fornminne      |
| Skäggesta (Litslena 579:1)                | Hällristning                |              | Litslena, Uppland   |       | 59.636822, 17.269005 | 10025505790001 | Ladda upp en bild av detta fornminne      |
| Litslena 595:1                            | Stensättning                |              | Litslena, Uppland   |       | 59.634399, 17.146690 | 10025505950001 | Ladda upp en bild av detta fornminne      |
| Litslena 625                              | Gravfält                    |              | Litslena, Uppland   |       | 59.681440, 17.276304 | 12000000083024 | Ladda upp en bild av detta fornminne      |
| Litslena 643                              | Kvarn                       |              | Litslena, Uppland   |       | 59.647820, 17.285172 | 12000000109564 | Ladda upp en bild av detta fornminne      |